# Уговор на даљину
Уговор на даљину јесте онај уговор који се закључује између трговца и потрошача употребом једног или више средстава комуникације на даљину. Средство комуникације може бити мобилни телефон, ПДА уређај, интернет, web камера итд. Циљ тог средства комуникације је да омогући да трговац и потрошач закључе уговор иако се не налазе на истом месту у исто време. Пример је наручивање компјутерске опреме преко телефона или Интернета која вам долази на кућну адресу.
Под појмом трговац се мисли на особу или неко предузеће које продаје производе или пружа услуге док потрошач може бити само особа тј. физичко лице. Ако којим случајем наручујете пицу из пицерије на кућну адресу онда је то пример кад имамо предузеће с једне стране, у овом случају пицерију и потрошача с друге стране. 

## Примена
Оваква врста уговора се обично примењује кад трговац и потрошач нису у могућности да се виде очи у очи, а да је то једини начин да се роба прода или услуга врши. Може да се деси ситуација да потрошач није физички у стању да оде и купи производ код трговца као на пример инвалиди и старе особе. Они не могу сами да оду у продавницу и уопште код трговца да купе оно што им треба или им је то изузетно тешко тако да им је лакше да производ или услугу наруче преко телефона, интернета или неког другог уређаја. 

## Обавезе по основу уговора
На основу Закона о заштити потршача, предузећа која своје послове обављају или желе да обављају на овај начин имају доста обавеза и услова које морају да испуне. Прво, што је и опште за сва предузећа без обзира на кој начин послују, је дужност да се 
- потрошач обавести о основним својствима производа, да би потрошач знао шта купује јер можда је алергичан на неки састојак који се налази у производу. Затим,
- основне податке о трговцу (име, адреса итд.),
- цени производа,
- начину плаћања,
- условима за раскид уговора (уколико потрошач није задовољан производом или услугом, да зна да ли може раскинути уговор). Такође се *морају навести гаранције и
- постпродајне услуге и
- време трајања уговора зато што потрошач мора да зна како му трговац гарантује да ће производ радити исправно и у случају да се то не деси да зна како и где може поправити или заменити производ.

Оно што је специјално код уговора на даљину је то што трговац мора да обавести потрошача о 
- цени коришћења комуникациских средстава помоћу којих се склапа уговор (потрошач мора знати колко га кошта само уговарање тј. употреба комуникационих уређаја) kao и да је
- потрошач заштићен Законом о заштити потрошача, да уколико дође до некаквог спора, он се може решити вансудски.

Уколико су у питању финансијске услуге, трговац који пружа овакве услуге дужан је да обавести потрошача о 
- основним својствима ове услуге,
- њеном ризику,
- начину плаћања,
- престанку важења услуге и
- укупну цену са свим порезима, таксама, накнадама итд.

Много је важно да потрошач тј. корисник услуге у овом случају зна укупну цену ове услуге јер је то најчешће пресудан фактор у одлучивању да ли да се уопште одлучи за ову услугу или не. Трговац је такође дужан да потрошачу омогући да он 
- може уговор на даљину лако препознати, сачувати и направити физичку копију уговора (ако се на пример уговара e-mail-ом да се потрошач обавести
- како ће се звати то електронско писмо,
- како да га сачува и складишти на одређено место и
- како да од тог електронског уговора направи физичку копију тј како да уговор одштампа.